# 群衆の中の殺し屋
『群衆の中の殺し屋』（ぐんしゅうのなかのころしや、Nobody Runs Forever）は、1968年に公開された政治ノワールスリラー映画。1966年のジョン・クリアリーの小説を基にしている作品。出演はロッド・テイラーやクリストファー・プラマーなど。

## あらすじ
オーストラリア政府はニューサウスウェールズの上層部が同国の高等弁務官クェンティンを殺害を計画していることを知り、イギリスにいる彼を帰国させるべく、刑事マローンをイギリスへ送り込む。
マローンと会ったクェンティンは、会議の参加を理由に逮捕を待つよう求め、それまでマローンがクェンティンの護衛を務めることにした。

## キャスト
| 役名                     | 俳優                     | 日本語吹替                              |
| 役名                     | 俳優                     | テレビ朝日版                            |
| ------------------------ | ------------------------ | --------------------------------------- |
| マローン                 | ロッド・テイラー         | 近藤洋介                                |
| ジェームズ・クエンティン | クリストファー・プラマー | 広川太一郎                              |
| シーラ                   | リリー・パルマー         | 寺島信子                                |
| リサ                     | カミーラ・スパーヴ       | 池田昌子                                |
| ショロン                 | ダリア・ラヴィ           | 此島愛子                                |
| ジョーセフ               | クライヴ・レヴィル       | 山内雅人                                |
| デンジル                 | リー・モンタギュー       | 神山卓三                                |
| ジャマイカ               | カルヴィン・ロックハート | 池田勝                                  |
| バレイン                 | ダーレン・ネスビット     | 蟹江栄司                                |
| ジュリアス               | エドリック・コナー       | 渡部猛                                  |
| コーバン                 | ポール・グリスト         | 石丸博也                                |
| チン                     | バート・クウォーク       | 篠原大作                                |
| リーズ                   | ラッセル・ネイピア       | 北村弘一                                |
| ファーガソン             | ケン・ウェイン           | 長堀芳夫                                |
| タウンゼント             | フランチョット・トーン   | 上田敏也                                |
| 以下はノンクレジット     |                          |                                         |
| フラネリー               | レオ・マッカーン         | 今西正男                                |
| 不明 その他              | N/A                      | 柳沢紀男 金尾哲夫 葵京子 林一子         |
| 日本語版スタッフ         |                          |                                         |
| 演出                     | 演出                     | 小林守夫                                |
| 翻訳                     | 翻訳                     | 木原たけし                              |
| 調整                     | 調整                     | 前田仁信                                |
| 効果                     | 効果                     | 大野義信                                |
| 制作                     | 制作                     | 東北新社                                |
| 解説                     | 解説                     | 淀川長治                                |
| 初回放送                 | 初回放送                 | 1978年9月10日 『日曜洋画劇場』 正味92分 |